# Квасово (Орловская область)
Квасово — деревня в Урицком районе Орловской области России.
Входит в состав Архангельского сельского поселения.

## География
Расположена севернее деревни Комаревец, на правом берегу реки Комаревец, образующей на западе деревни большие пруды. Южнее проходит автомобильная дорога Р-120 (Орёл — Брянск — Смоленск — граница с Республикой Беларусь), до 31 декабря 2017 года называлась А-141.
Через Квасово проходит просёлочная дорога, образующая улицу Луговую.

## Население
| 2010 |
| ---- |
| 27   |